# (21503) Beksha
(21503) Beksha est un astéroïde de la ceinture principale d'astéroïdes.

## Description
(21503) Beksha est un astéroïde de la ceinture principale d'astéroïdes. Il fut découvert le 22 mai 1998 à Socorro (Nouveau-Mexique) par le projet LINEAR. Il présente une orbite caractérisée par un demi-grand axe de 2,53 UA, une excentricité de 0,11 et une inclinaison de 5,3° par rapport à l'écliptique.

## Compléments